# Прямоволосник неправильний
Прямоволосник неправильний (Orthotrichum anomalum) — вид мохів порядку прямоволосникальних (Orthotrichales).

## Поширення
Батьківщиною є Європа, Північна Америка, Азія.
Населяє скелі, особливо вапняк, основи дерев, мертві гілки, сухі скелі в каньйонах; від низьких до високих (0–3000 м).

## Галерея

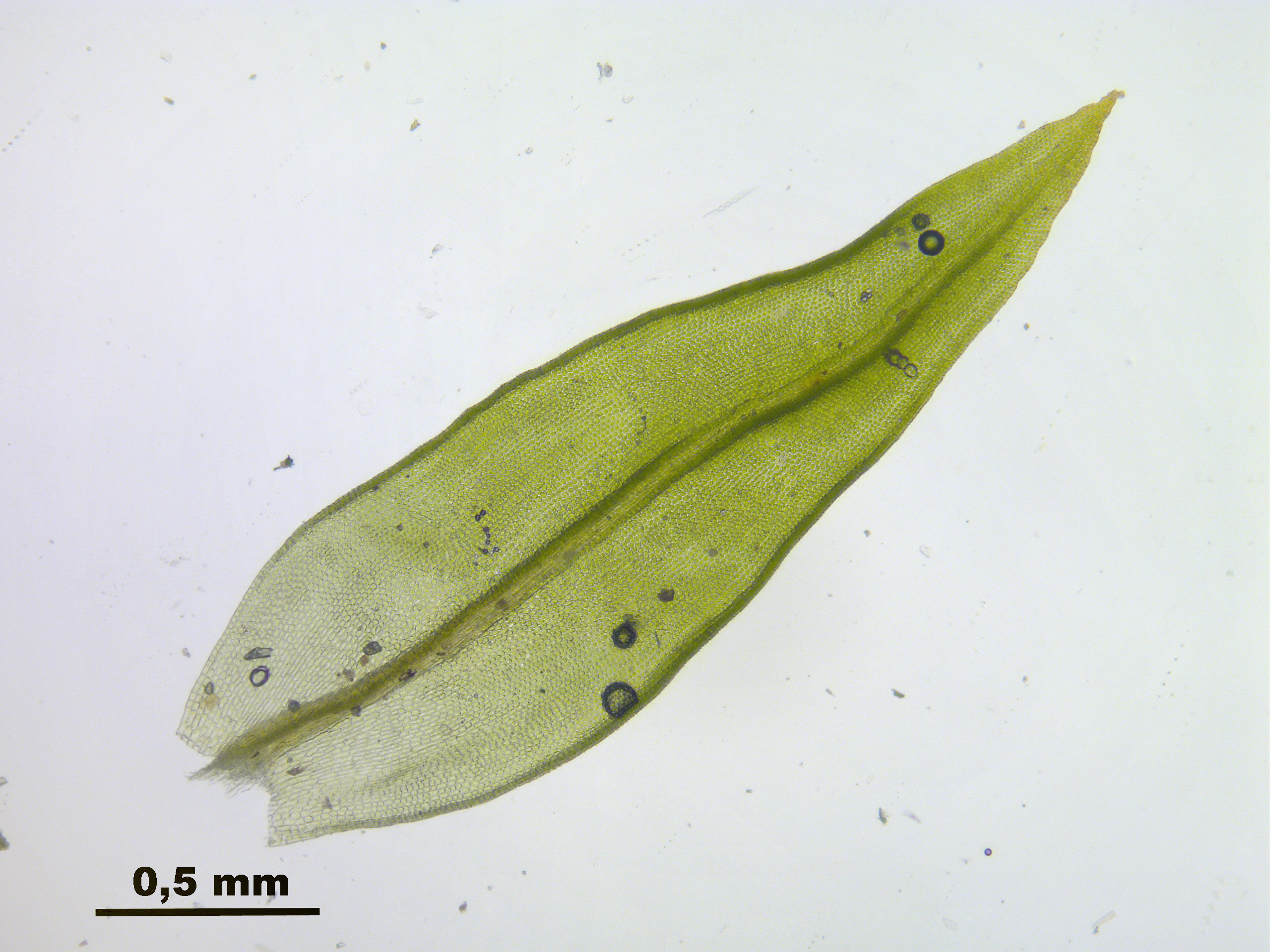
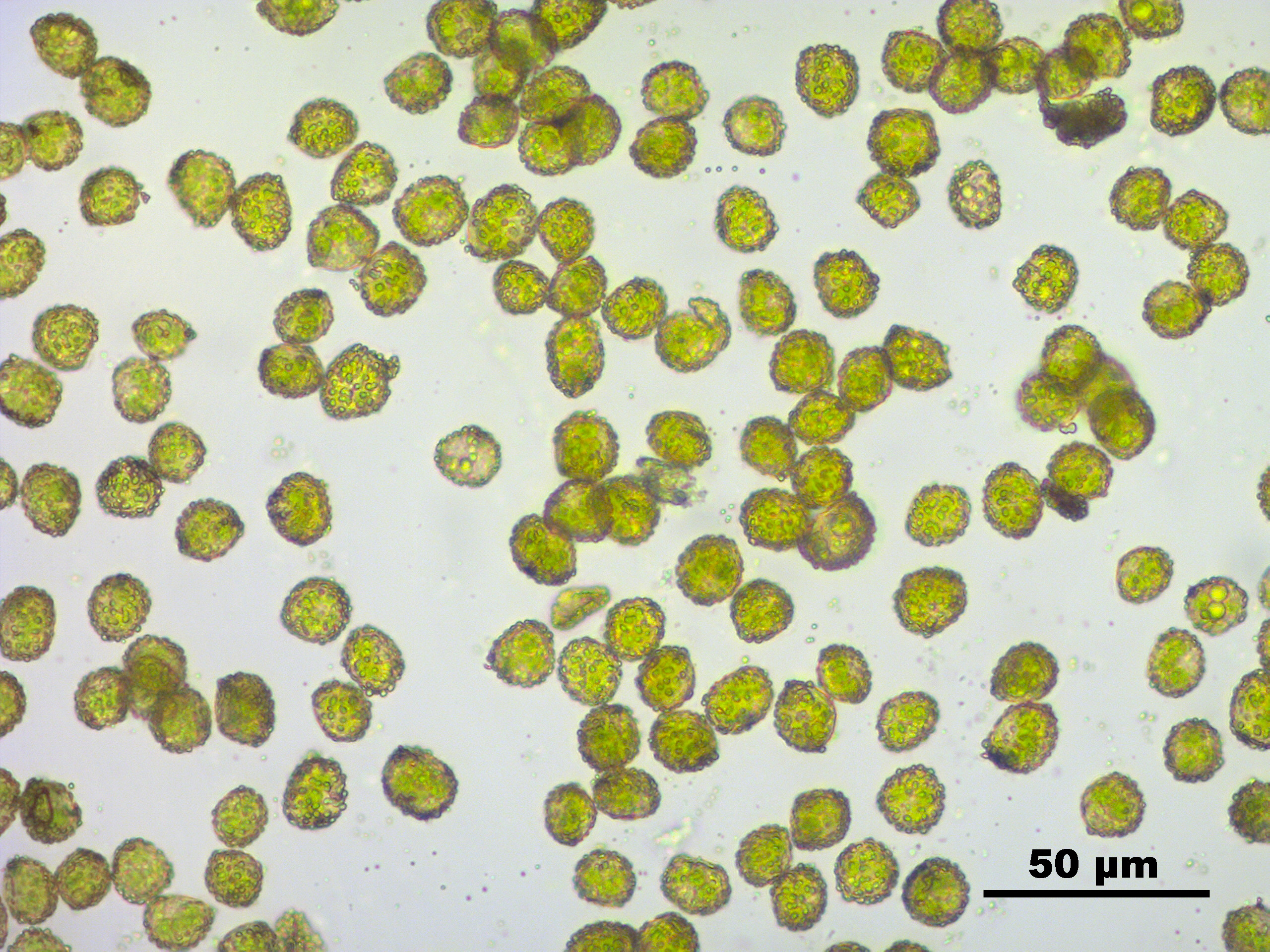

## Характеристика
Рослини до 0.5 см. Стеблові листки жорсткі, в сухому стані прямовисні, притиснуті, подовжено-ланцетні, ланцетні або вузько-яйцеподібно-ланцетні, 2–3.8 мм; краї вигнуті трохи нижче вершини, цілі; верхівка гостра, тупо гостра або вузько тупа. Спеціалізоване нестатеве розмноження відсутнє. Статевий стан гоніоавтотичний. Коробочкові ніжки 1–3 мм. Коробочка від подовжено-циліндричної до циліндричної, 1.8–2.4 мм, зазвичай 16-ребриста, 8 довгих ребер до середини коробочки або далі, 8 коротких ребер, що чергуються, звужені нижче гирла, коли сухі. Спори 11–15 мкм.